# 恩哈里亞
11°10′S 17°15′E / 11.167°S 17.250°E
恩哈里亞（N'Harea）是安哥拉的市鎮，位於該國中部，由比耶省負責管轄，面積7,560平方公里，主要經濟活動有農業和捕魚業，2013年人口100,000，人口密度每平方公里13人。